# Princípio da igualdade
O princípio da igualdade ou da isonomia provavelmente tenha sido utilizado em Atenas, na Grécia antiga, cerca de 508 a.C. por Clístenes, o pai da democracia ateniense. No entanto, sua concepção mais próxima do modelo atual data de 1215 d.C., quando o Rei João Sem-Terra assina a Magna Carta, considerado o início da monarquia constitucional, de onde origina-se o princípio da legalidade, com o intuito de resguardar os direitos dos burgomestres, os quais o apoiaram na tomada do trono do então Rei Ricardo Coração de Leão.
Trata-se de um princípio jurídico disposto nas Constituições de vários países que afirma que "todos são iguais perante a lei", independentemente da riqueza ou prestígio destes. O princípio informa a todos os ramos do direito. 
Tal princípio deve ser considerado em dois aspectos: o da igualdade na lei, a qual é destinada ao legislador, ou ao próprio executivo, que, na elaboração das leis, atos normativos, e medidas provisórias, não poderão fazer nenhuma discriminação. E o da igualdade perante a lei, que se traduz na exigência de que os poderes executivo e judiciário, na aplicação da lei, não façam qualquer discriminação.
Este princípio, como todos os outros, nem sempre será aplicado, podendo ser relativizado de acordo com o caso concreto. Doutrina e jurisprudência já assentam o princípio de que a igualdade jurídica consiste em assegurar às pessoas de situações iguais os mesmos direitos, prerrogativas e vantagens, com as obrigações correspondentes, o que significa "tratar igualmente os iguais e desigualmente os desiguais na medida em que eles se desigualam"  , visando sempre o equilíbrio entre todos.
No Direito Tributário, a isonomia ou igualdade tributária está prevista no Art. 150, II da CF/88, segundo o qual "é vedado à União, aos Estados, ao DF e aos Municípios instituir tratamento desigual entre contribuintes que se encontrem em situação equivalente, proibida qualquer distinção em razão de ocupação profissional ou função por eles exercida, independentemente da denominação jurídica dos rendimentos, títulos ou direitos". Isso porque, à época da CF/88, algumas categorias profissionais como magistrados e militares obtinham privilégios e, face às garantias constitucionais, não se admitiria privilégios.
A isonomia segue o princípio no qual todos são iguais perante a lei.